# Polski Klub Morski

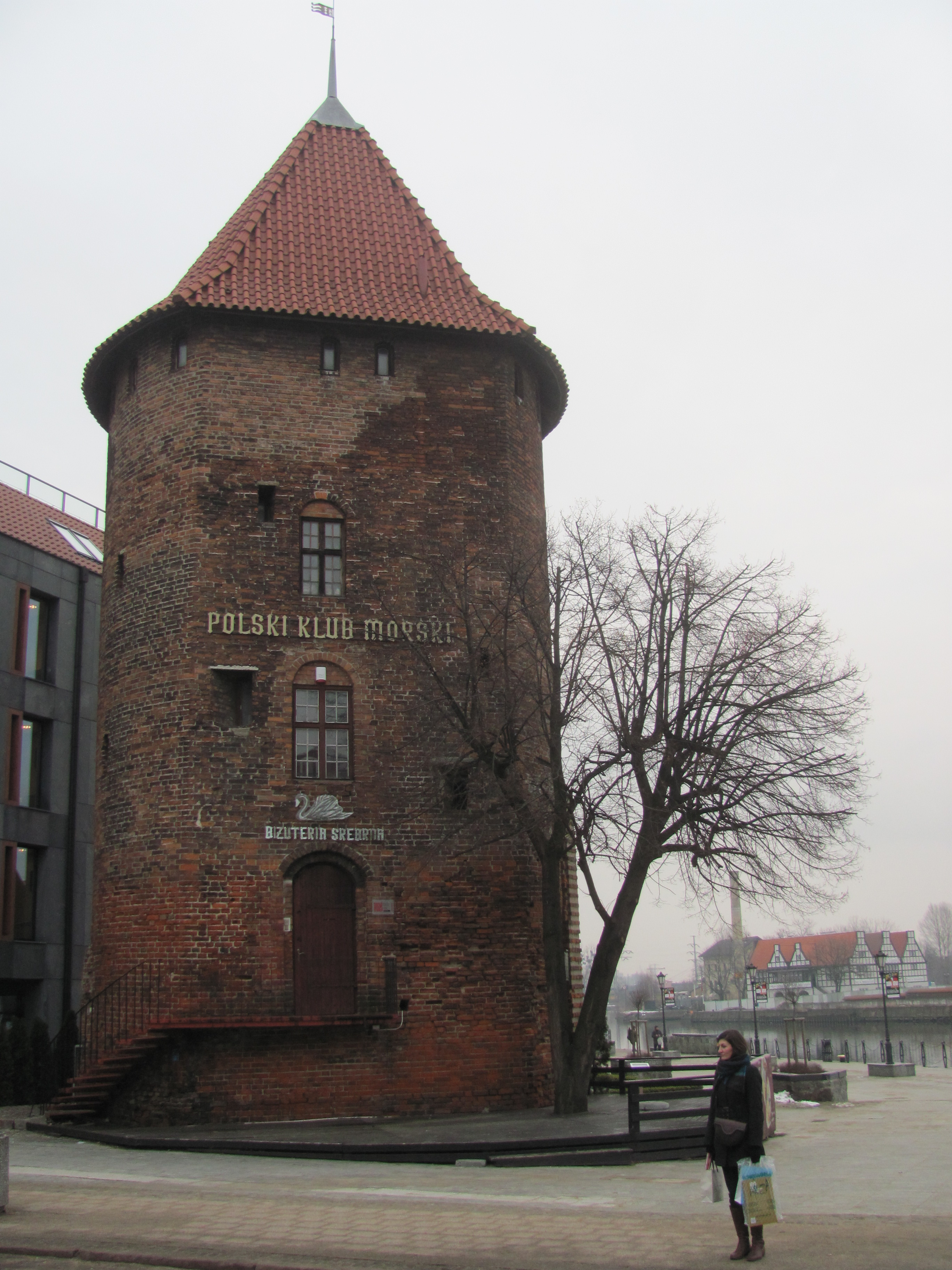
Siedziba PKM w gdańskiej Baszcie Łabędź

Polski Klub Morski – jeden z najstarszych polskich klubów żeglarskich mający swoją siedzibę w Gdańsku.

## Historia
Został założony 27 lipca 1922 roku z inicjatywy wykładowcy Szkoły Morskiej w Tczewie kpt. Józefa Klejnot-Turskiego jako "Pierwszy Polski Klub Yachtowy" w Gdańsku. Wśród 40 członków rzeczywistych znajdowali się wysocy urzędnicy życia państwowego w WM Gdańsku, Polsce i wysocy dowódcy wojskowi m.in. gen. Kazimierz Sosnkowski, wiceadmirał Kazimierz Porębski, członek Rady Portu dyr. Stanisław Grabski, jak również studenci i młodzież szkolna.
W 1922 roku klub posiadał dwa jachty:
- "Witold" o pow. żagli 35 m², zbudowany z drewna dębowego, z nadbudówką, przekazany w 1923 do tworzącego się klubu Akademickiego Związku Morskiego przy Politechnice Gdańskiej.
- "Halka" o pow. żagli 54 m². Była jachtem regatowym, wzięła udział w pierwszych regatach na Zatoce Gdańskiej 6 sierpnia 1922. Dowódca: Jan Tomaszewski.

W 1927 został przemianowany na Klub Morski, prezesem został kmdr Konstanty Jacynicz, kierownik wydziału wojskowego Komisariatu Generalnego RP w Gdańsku. W 1928 ze środków ze zbiórki społecznej zakupiono slup gaflowy o pow. 75 m² żagli "Olga" (została sprzedana do Y.K."Gryf" LMiK w Gdyni w 1934 r.). Przystań klubu mieściła się wtedy w małym basenie przy Kapitanacie Portu, przeznaczonym na postój łodzi cumowniczych. Od 1929 kierownikiem sportowym został kapitan żeglugi wielkiej Tadeusz Ziółkowski. W 1930 zakupiono s/y "Pirata" ex "Reiter", kuter pilotowy, zwodowany w Hamburgu w 1919 roku.
Pod nazwą Polski Klub Morski funkcjonował od 1932 po połączeniu z mającym charakter towarzyski Klubem Polskim, skupiającym przedstawicieli gdańskiej finansjery. W roku 1936 Klub wydzierżawił od Rady Portu plac o pow. 2 525 m² wraz z budynkiem na Mewim Szańcu, z małą przystanią, w której cumowały jachty i z małym domkiem klubowym. Bosmanem klubu został oficer carskiej marynarki komandor Knorring. W 1932 roku nabyto jolkę s/y "Marylę", w latach 1933-34 r. zbudowano jacht "Korsarz", w 1935 kupiono jolki olimpijskie: "Ryś" i "Jurek", a w 1936 jacht klasy R-6 "Danutę". W latach 1938 i 1939 zakupiono dwa jachty o pow. żagli 30 m² "Leona" i "Tadeusza". Klub posiadał szalupy "Zuch"i "Druh".
We wrześniu 1939 rozkazem gauleitera Forstera rozwiązano klub i skonfiskowano mienie. 12 czerwca 1946 roku reaktywowano klub, który 27 stycznia 1947 przejął przystań w południowej fosie Twierdzy Wisłoujście.
W latach 50. XX w. nastąpiła zapaść klubu, spowodowana przejęciem klubów żeglarskich przez tzw. "Stowarzyszenia" i towarzyszącą temu biurokratyzację.

## Czasy obecne
Obecnie siedziba klubu znajduje się w Baszcie Łabędź nad Motławą Nabrzeże klubowe i hangar położony jest na wewnętrznej fosie historycznej Twierdzy Wisłoujście. Od 2011 roku Polski Klub Morski, wraz z gminą Cedry Wielkie prowadzi specjalny program przybliżający młodzieży i mieszkańcom żuław żeglarstwo i sporty wodne. Jednym z elementów działalności Polskiego Klubu Morskiego jest Polski Rejestr Jachtów Zabytkowych, którego wykonanie zleciła klubowi Ława Żeglarska w grudniu 2011 roku.
Korsarz - flagowa jednostka klubu - jest najdłużej żeglującym jachtem sportowym w kraju. Pływa praktycznie bez przerw pomiędzy rokiem 1935 do chwili obecnej.